# Liste der Monuments historiques in Fresnay
Die Liste der Monuments historiques in Fresnay führt die Monuments historiques in der französischen Gemeinde Fresnay auf.

## Liste der Objekte
| Bezeichnung                | Beschreibung                                                                   | Standort                                  | Kennzeichnung | Schutzstatus | Datum | Bild |
| -------------------------- | ------------------------------------------------------------------------------ | ----------------------------------------- | ------------- | ------------ | ----- | ---- |
| Patene                     | Silber, zwischen 1819 und 1838, von Jean-Baptiste-Simon Lefranc                | in der Kirche St-Pierre-et-St-Paul (Lage) | PM10004670    | Inscrit      | 1994  |      |
| Kelch                      | Silber, vergoldet, zweite Hälfte des 19. Jahrhunderts, von Pierre-Henry Favier | in der Kirche St-Pierre-et-St-Paul (Lage) | PM10004669    | Inscrit      | 1994  |      |
| Skulptur Heilige Katharina | Holz, farbig gefasst, um 1700                                                  | in der Kirche St-Pierre-et-St-Paul (Lage) | PM10004671    | Inscrit      | 1994  |      |
| Skulptur Heilige Barbara   | Holz, farbig gefasst, um 1700                                                  | in der Kirche St-Pierre-et-St-Paul (Lage) | PM10004672    | Inscrit      | 1994  |      |